# Kümmersbruck
Kümmersbruck település Németországban, azon belül Bajorországban. Lakosainak száma 9861 fő (2023. december 31.).

## Népesség
A település népessége az elmúlt években az alábbi módon változott:
| Lakosok száma | 7192 | 7655 | 9793 | 9838 | 9787 | 9750 | 9788 | 9867 | 9894 | 9861 |
|               | 1970 | 1975 | 2011 | 2012 | 2014 | 2015 | 2017 | 2019 | 2022 | 2023 |